# Аиса Иђири
Аиса Иђири (јап. 井尻愛紗; Кјото, 20. април 1981) јапанска је пијанисткиња.

## Биографија
Са четрнаест година добија стипендију као једна од првих јапанских студенкиња и одлази на школовање у Шведску. Дебитовала је као концертни солиста са симфонијским оркестром Capella Cracovienses у Варшавској филхармонији. Дипломирала је на Kungliga Musikhögskolan у Штокхолму, Guildhall School of Music & Drama у Лондону и Royal College of Music у Лондону.
Призната је стенвеј уметница и покретач је токијске интернационалне клавирске асоцијације, у оквиру које организује три фестивала, у Јапану, Италији и Србији. Приватни је предавач часова клавира и одржала је неколико мастерклкасова.
Сегави у посвећена композиција Песак, свила и љубав.
У интервјуима је изразила велику наклоност и дивљење Београду и његовим становницима.
Чланица је Удружења за културу, уметност и међународну сарадњу „Адлигат”.

## Одабрани наступи
- Токијска опера, 2010.
- Tokyo International Piano Festival, 2016.[5]
- Carnegie Hall, New York, 2017.[6]
- Скупштина града Београда, 2017.
- Montecatini Piano Festival, 2019.

## Дискографија
- Ailes d'amour, клавирска дела Прокофјева
- Sakura
- Preludes
- Pilgrimage, класвирка дела Шумана и Листа